# 真SAMURAI SPIRITS 覇王丸地獄変
『真SAMURAI SPIRITS 覇王丸地獄変』（しんサムライスピリッツ はおうまるじごくへん、欧題：Samurai Shodown II）は、1994年10月28日に稼働したエス・エヌ・ケイの対戦型格闘ゲーム。『サムライスピリッツ』シリーズの第二作目である。

## 概要
前作『SAMURAI SPIRITS』のヒットを受けて開発部が急遽製作した純粋な続編。
主な登場キャラクターは最初に選択できるプレイアブルキャラクター15人、隠しキャラクター1人、ボスキャラクター1人の合計17人。
アーケードモードでは、プレイヤーは世界の異変を感じ取った15人のプレイアブルキャラクターを操り、この事態を解決していくこととなる。
隠しキャラクターとして、初代から背景にて判定を行っていた黒子が敵キャラクターとして参戦。デモや必殺技、挑発などアクションが他キャラクター（『サムライスピリッツ』以外のエス・エヌ・ケイ格闘ゲーム作品も含む）のパロディとなっている。ストーリー上のサブキャラクターで演出のみだが、前作のボスキャラクターである天草四郎時貞も登場している。
メディア同士のタイアップとして、ゲーマーアイドルとして有名な千葉麗子がチャムチャムの声優役で参加している。またマネージャーもチャムチャムの相棒、パクパク役で参加している。
この作品のみ本編内での言語を選択できる。設定を「英語」か「スペイン語」のどちらかにすると、タイトルロゴはそのままだが、血の色が緑色になり、黒子による試合終了後の死体搬送がカットされるなど演出が欧米仕様になる。また、翻訳の関係上、一部の会話が異なる。
韓国では『眞SAULABI SPIRITS ᄊᆞ울ᄋᆞ비투혼』（サウラビ闘魂）のタイトルでリリースされた。

## システム
武器破壊技
怒り状態時に出せる超必殺技。技がヒットするとこの技を食らった相手は武器を破壊され、素手状態で戦うこととなる。破壊された武器は約15秒後に黒子が背景から放り投げてくれる。
ぬいぐるみ変身
コマンドを入力すると、煙に包まれ自分のキャラクターがぬいぐるみに変身する。必殺技などの特殊コマンドを入力や、再度ぬいぐるみコマンドを入力するとぬいぐるみ状態は解除される。ぬいぐるみ中は投げられないが、無敵時間は存在しない。
前転、後転
斜め下に2回素早くレバーを入力すると、前転、後転をする。ダッシュほど素早く移動できないが、ダッシュにはない無敵時間が存在する。キャラクターによって無敵の箇所が違い、上半身、下半身、全身の3タイプがいる。
下段避け
BボタンとCボタンを同時に押すと、相手の下段攻撃を小ジャンプしてかわす動作をする。同時にレバーがニュートラルの時は後方に下段避けをし、レバーが前方の時は垂直に下段避けをする。
伏せ
素早くレバーを下に2回入力すると、地面にはいつくばるように身を伏せる。しゃがみ状態よりさらに姿勢を低くできる利点がある。レバーの2回目が短いと一瞬伏せてすぐに立ち上がるが、レバーの2回目が長いと一定時間伏せ続ける。
秘奥義
全キャラクター中、一部のキャラクターに秘奥義が用意されている。これらの技は通常の必殺技と同様に使用条件は設定されていないが、複雑なコマンドを必要とする。
本作では「武器の耐久度」と「得点アイテム」が廃止された。また、前作のフィニッシュ時に存在した血飛沫が吹き出る・胴体切断といった演出は、対人モードのみ適用されている。

## 登場キャラクター

### 旧キャラクター
覇王丸
声 - 臼井雅基
誕生日：1763年9月5日 / 年齢：26歳 / 血液型：A型
本作の主人公。本作は魔性の者や幻十郎から命を狙われており、そのことがタイトルにも掛かっている。
「秘奥義」が用意されているキャラクターの一人。
橘右京
声 - 矢野栄路
誕生日：1764年9月20日 / 年齢：25歳 / 血液型：AB型
ナコルル
声 - 生駒治美
誕生日：1771年10月11日 / 年齢：18歳 / 血液型：AB型
衣装が前作から少々変化し、上着の裾が膝下まで伸びてスカートのようになった。前作では口調が明るい少女風であったが、本作より敬語で丁寧な口調に変化した。彼女のステージ背景にはリムルルが登場する。
「秘奥義」が用意されているキャラクターの一人。
ガルフォード
声 - 稲毛一弘
誕生日：1768年12月22日 / 年齢：21歳 / 血液型：O型
「秘奥義」が用意されているキャラクターの一人。
服部半蔵
声 - 新居利光
誕生日：不明 / 年齢：35歳 / 血液型：A型（推定）
「秘奥義」が用意されているキャラクターの一人。
シャルロット
声 - 生駒治美
誕生日：1766年2月4日 / 年齢：28歳 / 血液型：B型
前作より髪が長くなった。
柳生十兵衛
声 - 小林清志
誕生日：1749年3月6日 / 年齢：40歳 / 血液型：O型
千両狂死郎
声 - モンスター前塚
誕生日：1758年12月14日 / 年齢：31歳 / 血液型：B型
王虎
声 - 西村寿一
誕生日：清89年1月2日 / 年齢：36歳 / 血液型：O型
武器が青龍刀から石柱に変更された。それだけではなく、腹が引き締まり、性格が粗暴になるなど前作から大きくデザインが変更されている。
アースクェイク
声 - 臼井雅基
誕生日：1759年7月25日 / 年齢：30歳 / 血液型：A型
前作と違い、専用の組み技で投げられるようになった。彼のステージ背景には手下たちが登場する。
不知火幻庵
声 - 矢野栄路
誕生日：1762年3月25日 / 年齢：27歳 / 血液型：ヒトとは血液構造が違う

### 新キャラクター
牙神幻十郎
声 - コング桑田
誕生日：1760年6月9日 / 年齢：29歳 / 血液型：AB型
覇王丸の兄弟子。和狆からその素質を買われていたが、あまりにも暗黒に近い魂の持ち主であったため、破門された過去を持つ。それ以降、覇王丸と和狆に対し憎しみを抱き、覇王丸を斬り殺す機会を狙っている。人をすぐに斬れるようにと、抜き身の日本刀が武器。技のエフェクトに花札が出る。
当初は覇王丸のライバルキャラクターには橘右京を考えられていたが、本作以降彼が覇王丸の純粋なライバルキャラクターとなっている。
チャムチャム
声 - 千葉麗子
誕生日：1775年5月30日 / 年齢：14歳 / 血液型：ンムヤワO型
南米グリーンヘル出身。前作で登場したタムタムの妹で、彼に変わって登場した。好奇心旺盛で、生粋の野生児。ある日こっそり持ち出した家宝のタンジルストーンを魔物に持ち出されたことがきっかけで捜索の旅に出る。ブーメランが武器。ペットであるチンパンジーの「パクパク」と一緒に戦う。
ナインハルト・ズィーガー
声 - コング桑田
誕生日：1761年8月19日 / 年齢：28歳 / 血液型：A型
プロシア帝国出身の聖騎士。ヨーロッパの小国に常駐する軍団「紅き獅子聖騎士団」の団長。ヨーロッパ全土で続発する不可解な現象の解明を皇帝から命じられ、探索の旅に出る。ズァリガーニという片手にはめた手甲状の大きな武器で戦う。
花諷院和狆
声 - モンスター前塚
誕生日：1721年1月9日 / 年齢：68歳 / 血液型：A型
覇王丸と幻十郎の師匠で、戸隠陰陽術を自在に操る老僧。若い頃は冴え渡る剣技で名を馳せ、多くの魑魅魍魎を退治することを生業としていた。しかし、ある魔物に挑んだ時に、まったく歯が立たず命辛々逃げだしたことをきっかけに廃業、それ以来、山寺で自分が討ってきた魔物を供養する日々を過ごしていたが、覇王丸が魔物に狙われていることを知り、再び魔物と戦う旅に出る。錫杖を片手に持って戦う。名前の由来は、開発者の足立靖がゲーム開発中にコーヒーと煙草中毒状態であったことから「カフェイン」と「ニコチン」を当て字したもので、名前を考えている際に手元にあった煙草の箱を見て思い付いたもの。デザインがアニメ映画『獣兵衛忍風帖』に登場するキャラクター濁庵に似ていることで知られ、これについて足立は侍組がマッドハウスと川尻善昭の大ファンで影響を受けていたためだとしている。

### 乱入キャラクター
黒子
声 - 西村寿一
若い頃の和狆の仲間。ある魔物から命辛々と逃げ出したことがきっかけで剣の道を捨て、審判の道を歩み出した。しかし、覇王丸たちの真剣勝負に立ち会う間に自らの胸に秘めた「侍魂」を呼び醒まされ、自らも立ち会いを挑むようになった。
普段は前作と同様に背景で審判をしているが、一定条件を満たすと途中で乱入してくる。また、家庭用の対人戦に限り隠しコマンドで使用可能。隠しキャラクターらしく非常に高性能になっている。

### ボスキャラクター
羅将神ミヅキ
声 - 生駒治美
最終ボス。アンブロジァと契約し魔道の巫女となった。神通力に優れる美州姫に憑依し彼女が持っていた能力と肉体を奪い、現在の姿となる。強力な魔力と魔獣を召喚し操ることができる。
PS版『サムライスピリッツ 剣客指南パック』では対戦モードに限り隠しコマンドで使用可能。ただし、同キャラクター対戦および黒子との対戦は不可。

## 移植版
ネオジオROM版（1994年12月2日発売）
アーケード版の完全移植。さらに対戦プレイ時のみ黒子が使用可能。
ネオジオCD版（1994年12月15日発売）
スタッフロールがアーケード版やネオジオ版と異なる。
Microsoft Windows 95版（1996年11月14日発売）
ゲームバンクより発売。
2004年2月19日にはメディアカイトよりWindows XP対応の廉価版が発売。
PlayStation版『サムライスピリッツ 剣客指南パック』（1998年3月26日発売）
『SAMURAI SPIRITS』とのカップリング収録。
2007年5月31日にはゲームアーカイブスでも配信。
Wii バーチャルコンソール版（2008年7月23日発売）
ネオジオ版が配信されている。
PlayStation 2/Wii版『サムライスピリッツ 六番勝負』（2008年7月24日発売）
初代『サムライスピリッツ』から6作目『サムライスピリッツ 天下一剣客伝』までシリーズ6本のカップリング収録。ネオジオ版準拠の移植。
Xbox 360 Xbox Live Arcade版（2008年9月10日発売）
オンライン対戦にも対応している。
PlayStation Portable版『Samurai Shodown Anthology』（北米2009年3月24日、欧州2009年3月27日発売）
海外PSPでのみ発売されたPS2/Wii版『サムライスピリッツ 六番勝負』の移植。
北米版はSNKプレイモアが販売し、欧州版はイグニッション・エンターテイメントが販売した。
iOS/Android版（2013年6月27日発売）
Bluetoothを使ったマルチプレイヤーモードを搭載している。
アケアカNEOGEO版
アケアカNEOGEOの1作品として、2017年9月21日からPlayStation 4版とXbox One版、2018年2月1日からNintendo Switch版、2018年6月29日からWindows 10版、2023年11月16日からiOS版とAndroid版をそれぞれ配信。いずれもMVS版準拠の移植。